# Frank Pasche
Frank Pasche (Châtel-Saint-Denis, 19 de marzo de 1993) es un deportista suizo que compite en ciclismo en las modalidades de pista y ruta. Ganó dos medallas de plata en el Campeonato Europeo de Ciclismo en Pista, en los años 2015 y 2018, ambas en la prueba de persecución por equipos.

## Medallero internacional
| Campeonato Europeo | Campeonato Europeo     | Campeonato Europeo | Campeonato Europeo      |
| Año                | Lugar                  | Medalla            | Competición             |
| ------------------ | ---------------------- | ------------------ | ----------------------- |
| 2015               | Grenchen ( Suiza)      | Medalla de plata   | Persecución por equipos |
| 2018               | Glasgow ( Reino Unido) | Medalla de plata   | Persecución por equipos |